# Give My Regards to Broad Street
Albums de Paul McCartney
Pipes of Peace
(1983) Press to Play
(1986)
Give My Regards to Broad Street est un album de Paul McCartney paru en 1984, constituant la bande originale du film du même titre.

## Bande originale
Il s'agit de la bande originale du film du même nom réalisé par Peter Webb, écrit et joué par Paul McCartney, avec Linda McCartney, Ringo Starr et son épouse Barbara Bach, Tracey Ullman, Bryan Brown et Ralph Richardson. Le film, dont le titre français est Rendez-vous à Broad Street, est sorti le 23 octobre 1984. C'est un échec commercial et critique. Le musicien travaillait sur ce projet qui lui tenait particulièrement à cœur depuis 1982.
Le scénario du film est très mince : Paul part à la recherche des bandes sonores de son dernier album qui lui ont été volées. Il a 24h pour les retrouver et empêcher sa maison de disque de faire faillite. C'est l'occasion de le voir répéter avec son groupe, ou dans un studio d'enregistrement. Broad Street se réfère à la gare de Broad Street à Londres, qui est filmée vers la fin.
La bande originale comprend trois nouvelles chansons dont No More Lonely Nights qui, vendue en single, est arrivée en tête des charts et fut nommée pour les British Academy Film Award de la meilleure chanson originale. Le reste de l'album est occupé par des reprises de chansons de McCartney écrites et interprétées à l'époque des Wings, en solo et surtout à l'époque des Beatles. L'album est la troisième collaboration de Paul avec le producteur George Martin.
Son succès est bien supérieur au film : au Royaume-Uni, il atteint en effet la tête des charts et devient disque de platine. Aux États-Unis, il répond moins aux attentes en n'atteignant que la 21e place des classements. D'un point de vue critique, la presse se montre plus dure, en reprochant le manque de chansons inédites. Quant aux reprises, elles sont inférieures aux originales malgré le fait qu'il se soit entouré de musiciens prestigieux : Dave Edmunds, Steve Lukather, Eric Stewart, John Paul Jones, etc. David Gilmour joue sur la chanson No More Lonely Nights et on reconnait aisément le style et le son strident de sa guitare solo.

## Liste des chansons
| No   | Titre                                                                  | Durée |
| ---- | ---------------------------------------------------------------------- | ----- |
| A1.  | No More Lonely Nights (Ballade) - Avec David Gilmour à la guitare solo | 4:58  |
| A2.  | Good Day Sunshine                                                      | 1:59  |
| A3.  | Corridor Music                                                         | 0:19  |
| A4.  | Yesterday                                                              | 1:43  |
| A5.  | Here, There And Everywhere                                             | 1:45  |
| A6.  | Wanderlust                                                             | 2:48  |
| A7.  | Ballroom Dancing - Avec John Paul Jones à la basse                     | 4:35  |
| A8.  | Silly Love Songs                                                       | 4:31  |
| B1.  | Silly Love Songs (Reprise)                                             | 0:57  |
| B2.  | Not Such A Bad Boy                                                     | 3:19  |
| B3.  | No Values                                                              | 3:43  |
| B4.  | No More Lonely Nights (Reprise de la version ballade)                  | 0:30  |
| B5.  | For No One                                                             | 2:11  |
| B6a. | Eleanor Rigby                                                          | 3:07  |
| B6b. | Eleanor's Dream                                                        | 1:01  |
| B7.  | Long And Winding Road                                                  | 3:47  |
| B8.  | No More Lonely Nights                                                  | 4:26  |

## Liste des titres de la version CD
| 1.      | No More Lonely Nights                                          | 5:14 |
| 2.      | Good Day Sunshine/Corridor Music                               | 2:33 |
| 3.      | Yesterday                                                      | 1:42 |
| 4.      | Here, There and Everywhere                                     | 1:43 |
| 5.      | Wanderlust                                                     | 4:06 |
| 6.      | Ballroom Dancing                                               | 4:50 |
| 7.      | Silly Love Songs/Reprise                                       | 5:27 |
| 8.      | Not Such a Bad Boy                                             | 3:28 |
| 9.      | So Bad                                                         | 3:24 |
| 10.     | No Values/No More Lonely Nights                                | 4:12 |
| 11.     | For No One                                                     | 2:12 |
| 12.     | Eleanor Rigby/Eleanor's Dream                                  | 9:11 |
| 13.     | The Long and Winding Road                                      | 3:56 |
| 14.     | No More Lonely Nights                                          | 5:03 |
| 15.     | Goodnight Princess                                             | 3:57 |
|         | Titres bonus de l'édition de 1993                              |      |
| 16.     | No More Lonely Nights (Extended Version)                       | 8:11 |
| 17.     | No More Lonely Nights (Special Dance Mix) (Arthur Baker remix) | 4:21 |
| 1:13:30 |                                                                |      |

## Fiche technique

### Personnel
- Paul McCartney : chant, guitare acoustique (3,4), basse (2,8-10), claviers (14), piano (1,5,6,13), clavecin électrique (7), batterie (2,14)
- Linda McCartney : piano électrique (9), piano acoustique (6,8,10), synthétiseurs (1,9), clavecin électrique (7), chœurs (1,6-10,15)
- David Gilmour : guitare solo (1)
- Dave Edmunds : guitare, chœurs (6,8-10)
- Chris Spedding : guitare, chœurs (6,8-10)
- Steve Lukather : guitare, chœurs (6,8-10)
- Eric Stewart : chœurs (1,9,14), guitare (9)
- Eric Ford : guitare (15)
- Russ Stableford : basse acoustique (15)
- Herbie Flowers : basse (1,3)
- John Paul Jones : basse (6)
- Louis Johnson : basse (7)
- Pat Halling, Laurie Lewis, Raymond Keenlyside, Tony Gilbert : violon
- Ann Dudley : synthétiseurs (1)
- George Martin : piano (2)
- Gerry Butler : piano (15)
- Trevor Barstow : piano électrique (13)
- Stuart Elliott : batterie, percussions (1)
- Ringo Starr : batterie (3-6,8-10)
- Jeff Porcaro : batterie (7)
- Dave Mattacks : batterie (13)
- Jody Linscott : percussions (8,9)
- Dick Morrissey : saxophone (13)
- Derek Grossmith : clarinette, saxophone alto
- Eddie Mordue : clarinette, saxophone ténor
- Vic Ash : saxophone ténor
- Ronnie Hughs, Bobby Haughey : trompette sur Ballroom Dancing
- Chris Smith : trombone sur Ballroom Dancing
- Philip Jones Brass Ensemble Trompettiste solo : Jimmy Watson : (3,4)
- Jeff Bryant : Cor Français : (11, 12)
- Jerry Hey, Lawrence Williams, Thomas Pergerson, Tommy Whittle : Cuivres sur Silly Love Songs (Reprise)